# Mato Dukovac
Mato Dukovac (Surčin, 23. rujna 1918. – Toronto, rujna 1990.), hrvatski zračni as iz Drugog svjetskog rata s 44 priznate i 1 nepriznatom pobjedom.

## Životopis
Mato Dukovac rođen je u 23. rujna 1918. u Surčinu kraj Beograda. Kao mladić ozbiljno je razmišljao o tome da postane franjevački svećenik. Uoči Drugog svjetskog rata završava pilotsku školu u Pančevu u činu potporučnika. Stupio je u Hrvatsko ratno zrakoplovstvo odmah nakon uspostave Nezavisne Države Hrvatske. Biva raspoređen u Personalni odsjek Zapovjedničkog odjela zračnih snaga a u ljeto 1941. odlazi u Njemačku na usavršavanje i promaknut je u zvanje pilota lovca. Poslije obuke poslan je na Kubansko (zemljopisna regija) bojište u Rusiju s 4. lovačkom skupinom Hrvatske zrakoplovne legije na istočnom bojištu a prvu misiju imao je 29. listopada 1942. godine.
Nakon postizanja nekoliko uspjeha protiv Sovjetskog zrakoplovstva njegov potencijal uvidio je časnik zrakoplovstva NDH Cvitan Galić, vodeći hrvatski zračni as u to vrijeme. Dukovac i Galić bili su partneri u borbi i sudjelovali su u parnoj formaciji, te su postali najuspješniji hrvatski piloti.
U veljači 1944. godine Dukovac je završio svoju 250. misiju, imajući 37 zračnih pobjeda, za što je odlikovan Njemačkim križem u zlatu od poznatog feldmaršala Luftwaffea Wolframa von Richthofena osobno. Godinu kasnije, tijekom sovjetskog napada na Krimu, Dukovac je imao 44 zračne pobjede, što ga je učinilo vodećim zračnim asom Hrvatske ispred Galića.
U kolovozu 1944. promaknut je u čin satnika i poslan zajedno s ostalom Hrvatskom legijom u Eichwalde u istočnu Prusku. Za vrijeme obuke u 20. rujna 1944. u pokušaju da spasi svog pomoćnog pilota Špoljara, morao je prisilno sletjeti na sovjetsko područje gdje im je pao u zarobljeništvo.
Radio je kao instruktor letenja u Sovjetskom zrakoplovstvu, pa je zatim zajedno s ostalim Hrvatima poslan u Pančevo u Jugoslaviju, također kao instruktor letenja. U veljači 1945., trebao je biti uhićen jer je služio u zrakoplovstvu NDH, no uhićenje je izbjegao pobjegavši u Italiju 8. kolovoza 1945., gdje se predao Amerikancima. U Italiji je bio registriran kao Luftwaffeov ratni zarobljenik i boravi tamo do siječnja 1946. Služio je i u Siriji u Sirijskom zrakoplovstvu tijekom arapsko-izraelskog rata 1948. godine. Poslije odlazi u Toronto u Kanadu gdje je zasnovao obitelj i radio za tvrtku IBM. Sudjelovao je u osnivanju udruge hrvatske emigracije u Kanadi, Ujedinjeni kanadski Hrvati.
Godine 1979. bio je pozvan na obljetnicu Luftwaffea u Münchenu, na kojoj je i sudjelovao. 
Iako neki izvori spominju da je Mato Dukovac bio pravoslavne vjeroispovjesti, prema tvrdnji njegovog 7 godina mlađeg brata Ante, koji još uvijek živi u Torontu, taj podatak je pogrešan. Mato i Ante su kršteni u crkvi Svetog Ante u Zemunu.
Mato Dukovac je umro u Torontu u rujnu 1990. godine.

## Vanjske poveznice
- Životopis Mate Dukovca  Arhivirana inačica izvorne stranice od 18. lipnja 2010. (Wayback Machine)
- Životopis i fotografije Mate Dukovca s detaljnim pobjedama (na francuskom)